# سرمك (طسوج)
سرمك (بالفارسية: سرمک) هي قرية تقع في إيران في Tasuj Rural District. يقدر عدد سكانها بـ 291 نسمة بحسب إحصاء 2016.